# Erica Durance
Pour les articles homonymes, voir Durance.
Erica Durance est une actrice et productrice canadienne, née le 21 juin 1978 à Calgary, Alberta, Canada. 
Elle est principalement connue, à la télévision, pour avoir incarné des personnages dans des séries de l'univers Superman : celui de Loïs Lane dans la série fantastique Smallville (2004-2011) et celui de la mère de Kara Zor-El dans la série Supergirl (2017-2018). Elle a également produit et joué le rôle du Dr Alex Reid, dans la série dramatique et médicale Saving Hope, au-delà de la médecine (2012-2017).

## Biographie

### Enfance et formation
Bien que née à Calgary, elle est élevée à Three Hills, Alberta et grandit dans une ferme en compagnie de son grand frère et sa grande sœur. 
Elle a des origines françaises.
Après avoir obtenu son diplôme d'études secondaires, Erica Durance déménage à Vancouver, en Colombie-Britannique dans le but de devenir actrice professionnelle.

### Vie privée
De 1996 à 1999, elle était mariée à Wesley Parker. 
Elle commence à fréquenter David Palffy, en 2001, sur le tournage d'un épisode de Stargate SG-1, avec lequel elle a déjà travaillé dans House of the Dead sans le savoir. Le couple s'est marié le 8 janvier 2005 et vit à Vancouver.
Elle accouche d'un garçon en février 2015, Lochlan William Palffy. Son deuxième fils, Liam Jeffrey Palffy, nait en décembre 2016. Elle a aussi un beau fils, David né en 1999, d'une précédente relation de son mari.
Elle souffre d'aquaphobie et d'ornithophobie.

### Philanthropie
C'est une adhérente de l'ONG humanitaire World Vision Canada.
En août 2016, elle organise une vente aux enchères d'arts autour de l'univers de Superman et de Batman à la convention Wizard World, accompagnée par un des producteurs de Smallville, Jeph Loeb. Pour cette convention, l'actrice a refusé d'être rémunérée et a fait don de son salaire à la vente aux enchères. Cette vente aura permis d'amasser 70 000 dollars,. L’événement a également honoré le fils de Loeb, Sam Loeb, qui est mort du cancer à l'âge de 17 ans. Tous les profits de cette vente ont été reversés au Sam Loeb College Scholarship Fund.

## Carrière

### Les années 2000: débuts et révélation

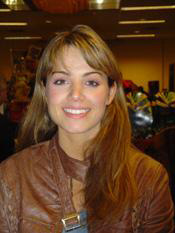
Photographiée en 2006.

Elle continue d’étudier l’art dramatique en commençant avec des rôles de figuration, puis en tournant des publicités et ensuite des rôles principaux, en obtenant des rôles plus substantiels à chaque fois.
En 2003, elle joue un rôle secondaire dans le film d'horreur House of the Dead qui est un échec critique et public,. Cette même année, elle seconde Nicole Eggert et Joe Lando dans le téléfilm catastrophe Cyclones et elle porte un projet de série télévisée dramatique intitulée 111 Gramercy Park, finalement avorté.

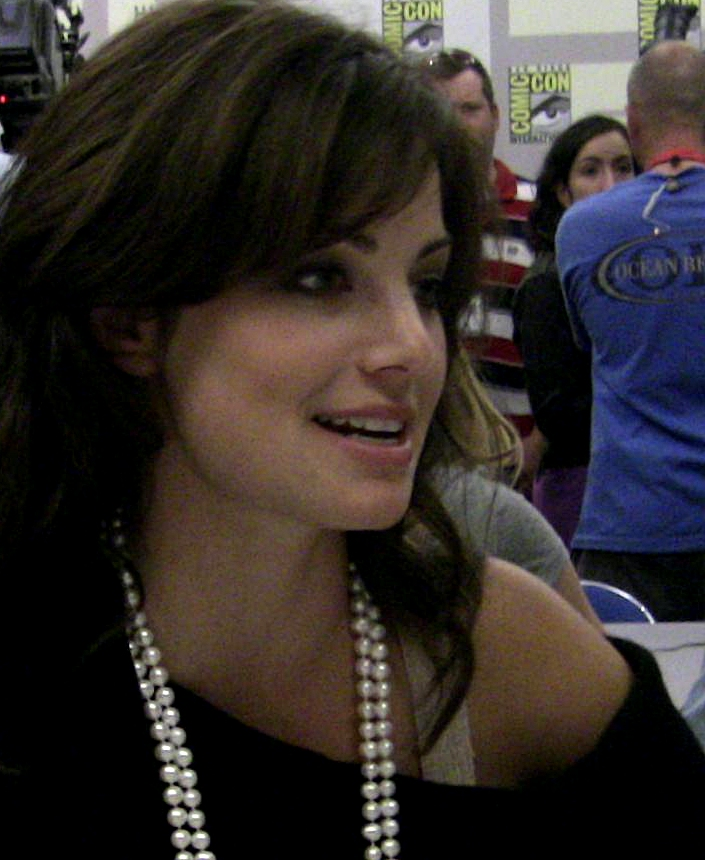
Lors de l'édition 2009 du Comic-Con pour la promotion de la série télévisée Smallville.

En 2004, elle tient le rôle d’invité vedette dans The Chris Isaak Show, Tru Calling : Compte à rebours, Andromeda, Stargate SG-1, et Le Messager des ténèbres.
Elle se fait connaître au grand public par son rôle dans la série développée par la Warner Bros., Smallville en tant que Lois Lane à partir de la 4e saison. Le programme connait un succès commercial mondial important, considéré comme un véritable phénomène, il met également en lumière les acteurs Tom Welling, Michael Rosenbaum et Kristin Kreuk. Le show est nommé à de prestigieuses cérémonies de récompenses comme les Saturn Awards et il est plébiscité par les adolescents lors des Teen Choice Awards.
Elle tient un rôle récurrent de vedette invitée pendant la quatrième saison de la série (2004-2005) puis rejoignit la troupe régulière à partir de la cinquième saison (2005-2006) jusqu’à l'arrêt de la série, en 2011.
Ce rôle lui permet d'être citée, deux années consécutives, pour le Saturn Award de la meilleure actrice de télévision dans un second rôle, en 2005 et 2006. Promue régulière, elle est ensuite nommée, en 2011, pour le Saturn Award de la meilleure actrice de télévision ainsi que pour le Teen Choice Awards de la meilleure actrice dans une série fantastique.
Parallèlement à cet engagement, elle tient des rôles de vedette comme dans le film de science fiction L'Effet papillon 2 (2006) avec Eric Lively. Ce film sort directement en vidéo et est nommé pour le Saturn Award de la meilleure édition spéciale DVD d'un classique, en 2007. L'année où elle porte le téléfilm romantique Mon mariage avec moi qui lui vaut une citation au Prix Gemini 2008, de la meilleure actrice dans un téléfilm ou une mini série dramatique.
En 2009, elle joue dans le drame Petits Meurtres entre voisins, réalisé par Terry Ingram, le film policier Jugement sans appel de Richard Roy, incarne le premier rôle féminin du téléfilm fantastique La Créature de Sherwood avec Robin Dunne sous la direction de Peter DeLuise.

#### Les années 2010: Succès télévisuels

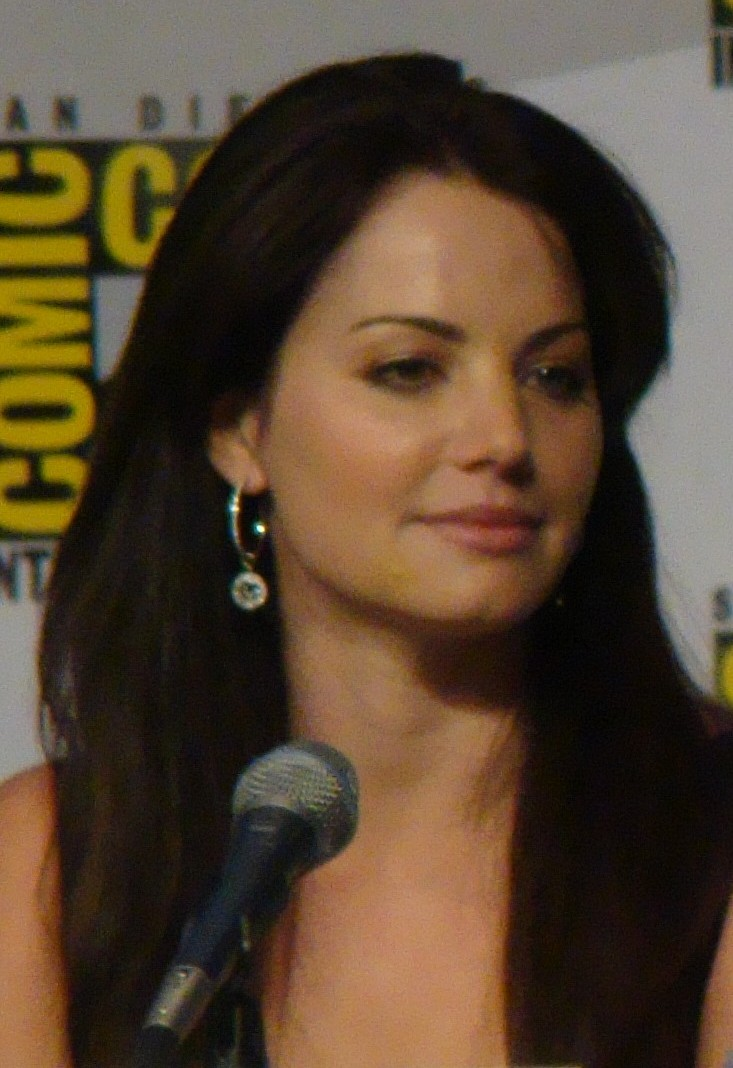
Lors du Comic-Con 2010.

En 2010, elle joue le rôle principal dans le film familial canadien Sophie avec John Rhys-Davies. Après l'arrêt de Smallville, elle joue les guests-stars dans des séries télévisées comme Charlie's Angels (2011) et La Loi selon Harry (2012), puis, elle accepte un rôle mineur dans la comédie Tim et Eric, le film qui valait un milliard (2012), qui peine à convaincre la critique.

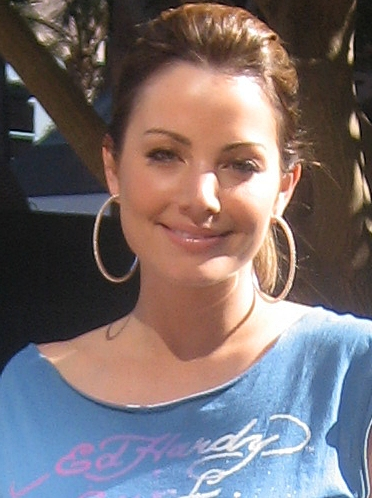
L'actrice photographiée sur les plateaux de la chaîne E!, en 2008.

En 2012, elle produit et joue l'héroïne de la série médicale, dramatique et surnaturelle Saving Hope, au-delà de la médecine dans le rôle du Dr Alex Reid. Le show est chaleureusement réceptionné par le public et la critique canadienne, et permet à Erica Durance d'être citée à deux reprises, pour le Canadian Screen Awards de la meilleure actrice dans une série télévisée dramatique (2013 et 2017). En 2016, l'actrice participe à la réalisation de l'épisode 16 de la quatrième saison. En 2017, la production annonce que la cinquième saison sera la dernière tout en offrant une réelle conclusion pour les fans.  
Entre-temps, on la retrouve, en 2014, pour le téléfilm criminel Une ombre sur le mariage dans lequel elle incarne une organisatrice de mariage et où elle donne la réplique à Brandon Beemer, et aussi dans le film indépendant de science fiction Painkillers (2015) avec Tahmoh Penikett et Lesley-Ann Brandt.
Erica Durance retrouve le réseau The CW en remplaçant l'actrice Laura Benanti, engagée par Broadway, dans le rôle de la mère de Kara Danvers alias Supergirl dans la série éponyme. Les producteurs se disent heureux d'accueillir l'actrice souhaitant réitérer le succès de faire intervenir une ancienne Lois Lane, comme ils l'avaient fait la saison précédente avec Teri Hatcher.
À l'occasion du dernier cross-over de l'Arrowverse, Erica Durance et Tom Welling reprennent leurs rôles iconiques de Lois Lane et Clark Kent, pour un arc narratif de 5 parties.

### Dans les médias
En 2006, Erica Durance est classée no 38 sur les 100 femmes les plus sexy du monde selon le magazine FHM (dont elle est également apparue en couverture), no 20 en 2007, no 15 en 2008 et no 14 en 2009.
Grâce à son physique avantageux, elle a souvent été citée dans d'autre classements du même genre, répertoriant les femmes les plus sexy de la télévision,, de la science fiction et du Canada.

## Filmographie

### Cinéma

#### Longs métrages
- 2002 : Sasquatch: la créature de la forêt (The Untold) de Jonas Quastel : Tara Knowles
- 2003 : House of the Dead de Uwe Boll : Johanna
- 2006 : L'Effet papillon 2 (The Butterfly Effect 2) de John R. Leonetti : Julie Miller -directement sorti en vidéo-
- 2010 : Sophie de Leif Bristow : Natalia
- 2012 : Tim and Eric's Billion Dollar Movie de Tim Heidecker et Eric Wareheim : Une serveuse française
- 2015 : Painkillers de Peter Winther : Trudy

#### Court métrage
- 2004 : The Bridge de Phil Cooke : Amy

### Télévision

#### Téléfilms
- 2003 : Cyclones (Devil Winds) de Gilbert M. Shilton : Kara Jensen
- 2006 : Stranded de Kern Konwiser : Carina
- 2007 : Mon mariage avec moi (I Me Wed) de Craig Pryce : Isabelle Darden
- 2009 : Petits meurtres entre voisins (The Building) de Terry Ingram : Jules Wilde
- 2009 : Jugement sans appel (Final Verdict) de Richard Roy : Megan Washington
- 2009 : La Créature de Sherwood (Beyond Sherwood Forest) de Peter DeLuise : Dame Marian
- 2012 : 6 passi nel giallo - Gemelle de Fabrizio Bava : Angela / Christine Wyler
- 2014 : Une ombre sur le mariage (Wedding Planner Mystery) de Ron Oliver : Carnegie Kincaid
- 2019 : Le chalet de Noël (The Christmas Chalet) de Jennifer Gibson : Grace
- 2019 : Les étoiles de Noël (Chrismas Stars) de Jennifer Gibson : Layla
- 2021 : Le gâteau enchanté de Noël (The Enchanted Christmas Cake) de Robert Vaughn : Gwen
- 2021 : Une carte d'amour pour Noël (Open by Christmas) de David Weaver : Simone Cole
- 2022 : Les sœurs McBride (North to Home) de Ali Liebert : Hannah McBride
- 2022 : Girl in the Shed: The Kidnapping of Abby Hernandez de Jessica Harmon : Zenya Hernandez
- 2022 : Color My World with Love de Peter Benson : Emma
- 2022 : We Need a Little Christmas de Kevin Fair : Julie

#### Séries télévisées
- 2001 : The Lone Gunmen : Au cœur du complot : une danseuse (saison 1, épisode 8)
- 2003 : 111 Gramercy Park : Maddy O'Donnel (pilote non commandé)
- 2004 : The Chris Isaak Show : Ashley (saison 3, épisode 3)
- 2004 : Tru Calling : Compte à rebours : Angela Todd (saison 1, épisode 13)
- 2004 : Andromeda : Amira (saison 4, épisode 20)
- 2004 : Stargate SG-1 : Krista James (saison 8, épisode 7)
- 2004 : Le Messager des ténèbres (The Collector) : Rachel Slate (saison 1, épisode 13)
- 2004 - 2011 : Smallville : Loïs Lane (récurrente saison 4, régulière saisons 5 à 10 - 141 épisodes)
- 2011 : Charlie's Angels : Samantha Masters (saison 1, épisode 4)
- 2012 : La Loi selon Harry (Harry's Law) : Annie Bilson (saison 2, épisode 11)
- 2012 - 2017 : Saving Hope, au-delà de la médecine (Saving Hope) : Dr Alex Reid (rôle principal - 85 épisodes) - également productrice de la série et réalisatrice d'un épisode
- 2017 - 2019 : Supergirl : Alura Zor-El (Agent Noel Neill dans l'épisode 6) (rôle récurrent - 10 épisodes)
- 2019 : Batwoman : Loïs Lane (saison 1, épisode 9 - crossover Crisis on Infinite Earths)
- 2019 - 2020 : Private Eyes :  Lauren Campbell (saison 3, épisode 12 ; saison 4, épisode 1)

## Voix françaises
En France
| - Véronique Desmadryl, dans : - Smallville (série télévisée) - Mon mariage avec moi (téléfilm) - Petits meurtres entre voisins (téléfilm) - Saving Hope, au-delà de la médecine (série télévisée) - Le Chalet de Noël (téléfilm) - Private Eyes (série télévisée) - Batwoman (série télévisée) - Nathalie Homs dans : - Une carte d'amour pour Noël (téléfilm) - Les sœurs McBride (téléfilm) | et aussi - Claire Guyot dans House of the Dead - Sasha Supera dans Tru Calling : Compte à rebours (série télévisée) - Laetitia Lefebvre dans Stargate SG-1 (série télévisée) - Marjorie Frantz dans Charlie's Angels, (série télévisée) - Stéphanie Lafforgue dans Une ombre sur le mariage (téléfilm) - Vanina Pradier dans Supergirl (série télévisée) - Micheline Tzimalis dans Les étoiles de Noël (téléfilm) - Nathalie Hugo dans Le gâteau enchanté de Noël (téléfilm) |

## Distinctions
Sauf indication contraire ou complémentaire, les informations mentionnées dans cette section proviennent de la base de données IMDb.

### Nominations
- 31e cérémonie des Saturn Awards 2005 : meilleure actrice de télévision dans un second rôle pour Smallville
- 32e cérémonie des Saturn Awards 2006 : meilleure actrice de télévision dans un second rôle pour Smallville
- Prix Gemini 2008 : Meilleure actrice dans un téléfilm ou une mini série dramatique pour Mon mariage avec moi
- 37e cérémonie des Saturn Awards 2011 : meilleure actrice de télévision pour Smalville
- 13e cérémonie des Teen Choice Awards 2011 : Meilleure actrice dans une série fantastique pour Smallville
- Canadian Screen Awards 2013 : Meilleure actrice dans une série télévisée dramatique pour Saving Hope
- Canadian Screen Awards 2017 : Meilleure actrice dans une série télévisée dramatique pour Saving Hope